# Smjadovo
Smjadovo (búlgaro:Смядово) é uma cidade da Bulgária, localizada no distrito de Shumen. A sua população era de 4,036 habitantes segundo o censo de 2010.

## População
| Smjadovo | Smjadovo | Smjadovo | Smjadovo | Smjadovo | Smjadovo | Smjadovo | Smjadovo | Smjadovo | Smjadovo | Smjadovo | Smjadovo | Smjadovo | Smjadovo | Smjadovo | Smjadovo | Smjadovo | Smjadovo | Smjadovo | Smjadovo |
| --- | -------- | -------- | -------- | -------- | -------- | -------- | -------- | -------- | -------- | -------- | -------- | -------- | -------- | -------- | -------- | -------- | -------- | -------- | -------- |
| Ano | 1887     | 1910     | 1934     | 1946     | 1956     | 1965     | 1975     | 1985     | 1992     | 2001     | 2002     | 2003     | 2004     | 2005     | 2006     | 2007     | 2008     | 2009     | 2010     |
| População |          |          |          | …        | …        | 5,342    | 5,013    | 5,304    | 5,043    | 4,430    | 4,392    | 4,328    | 4,285    | 4,216    | 4,157    | 4,099    | 4,061    | 4,045    | 4,036    |
| Fontes: Instituto Nacional de Estatísticas, „citypopulation.de“, „pop-stat.mashke.org“, Bulgarian Academy of Sciences |          |          |          |          |          |          |          |          |          |          |          |          |          |          |          |          |          |          |          |